# Нікольське (Сисертський міський округ)
Ні́кольське (рос. Никольское) — село у складі Сисертського міського округу Свердловської області.
Населення — 931 особа (2010, 1083 у 2002).
Національний склад населення станом на 2002 рік: росіяни — 87 %.